# Asakuchi, Okayama
Asakuchi (浅口市 Asakuchi-shi) là một thành phố thuộc tỉnh Okayama, Nhật Bản.